# Alois Šmolík

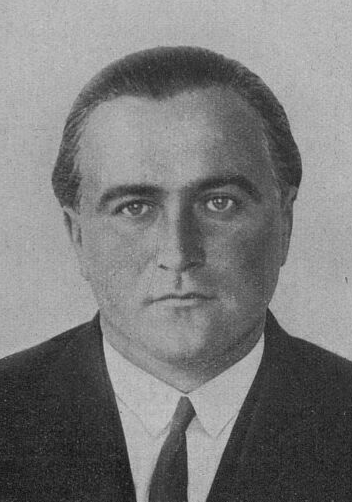
Alois Šmolík (1928)

Alois Šmolík (* 19. Juni 1893 in Mýto; † 9. Dezember 1952 in Prag) war ein tschechoslowakischer Flugzeugkonstrukteur.
Šmolík war Chefkonstrukteur und treibende Kraft von Letov. Sein bekanntestes Flugzeug ist die Letov Š-28 und deren Weiterentwicklungen.

## Entwickelte Flugzeugtypen

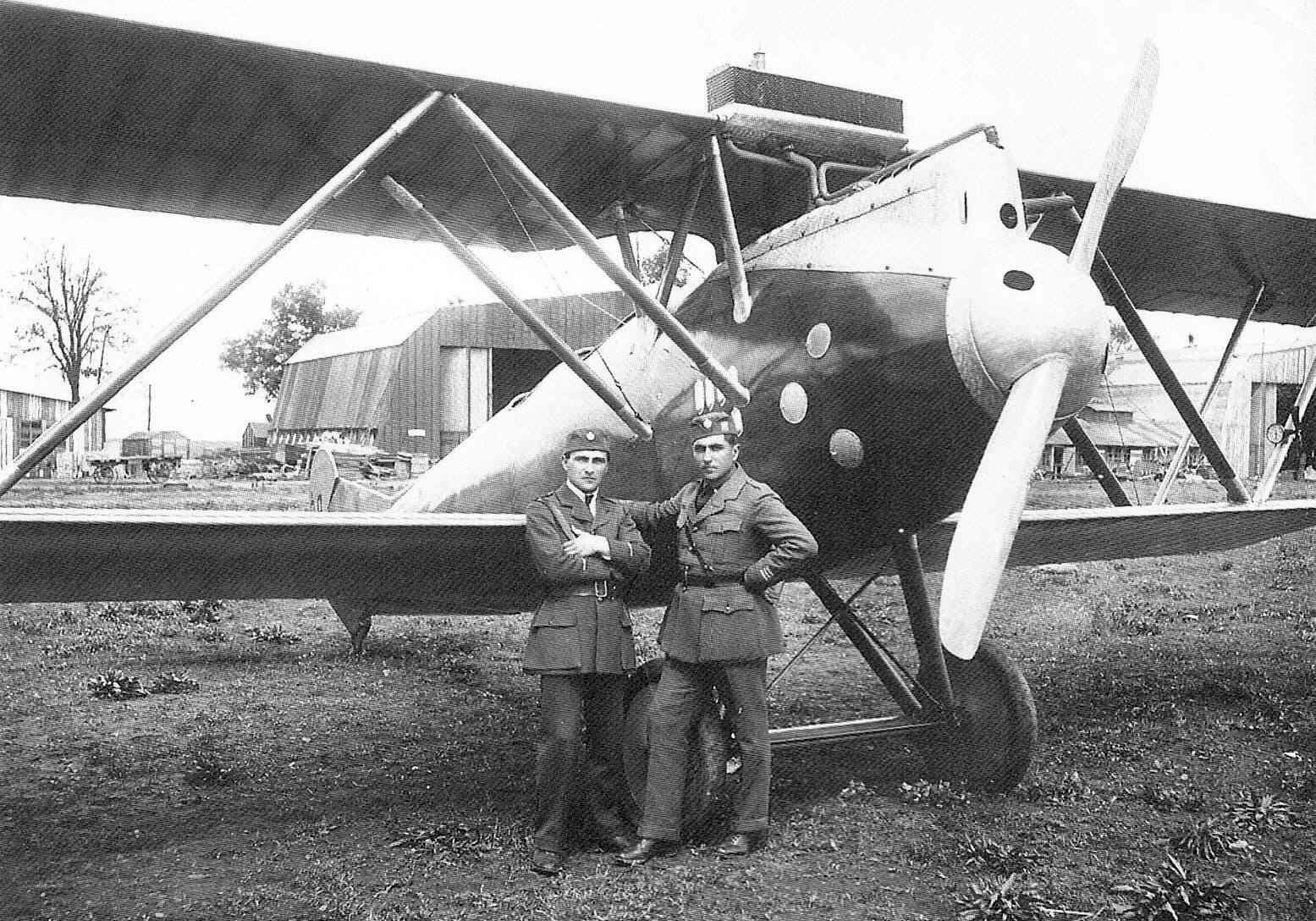
Alois Šmolík (links) und der Pilot Klement Adamec vor einer Letov Šm-1 (1920)

- Letov Š-1 Aufklärungsflugzeug, 1920
- Letov Š-2 Aufklärungsflugzeug, 1921
- Letov Š-3 Jagdflugzeug, 1922
- Letov Š-4 Jagdflugzeug, 1922
- Letov Š-5 Aufklärungsflugzeug, 1923
- Letov Š-6 Bombenflugzeug, 1923
- Letov Š-7 Jagdflugzeug, 1923
- Letov Š-8 Experimentalflugzeug, 1922
- Letov Š-12 Jagdflugzeug, 1924
- Letov Š-13 Jagdflugzeug, 1924
- Letov Š-14 Jagdflugzeug, 1924
- Letov Š-16 Bombenflugzeug, 1926
- Letov Š-18 Schulflugzeug, 1925
- Letov Š-19 Passagierflugzeug, 1924
- Letov Š-20 Jagdflugzeug, 1925
- Letov Š-21 Schul-Jagdflugzeug, 1926
- Letov Š-22 Jagdflugzeug, 1926
- Letov Š-25 Schulflugzeug, 1930
- Letov Š-28 Aufklärungsflugzeug, 1929
- Letov Š-31 Jagdflugzeug, 1929
- Letov Š-32 Transport- und Passagierflugzeug, 1931
- Letov Š-33 Bombenflugzeugprojekt, 1930
- Letov Š-39 Sportflugzeug, 1931
- Letov Š-50 Aufklärungsflugzeug, 1938

| Personendaten    | Personendaten                             |
| ---------------- | ----------------------------------------- |
| NAME             | Šmolík, Alois                             |
| KURZBESCHREIBUNG | tschechoslowakischer Flugzeugkonstrukteur |
| GEBURTSDATUM     | 19. Juni 1893                             |
| GEBURTSORT       | Mýto                                      |
| STERBEDATUM      | 9. Dezember 1952                          |
| STERBEORT        | Prag                                      |